# Agenda Venezuela
Agenda Venezuela es el nombre de un programa económico impulsado por el gobierno del presidente venezolano Rafael Caldera anunciado durante abril de 1996 en su segundo periodo, con la finalidad de hacer frente al escenario económico derivado de las consecuencias financieras de la crisis bancaria de 1994. En general consistió en un conjunto de políticas económicas aceptablemente consistente, pero su corta vida impidió conseguir los objetivos -en un mediano plazo- de su aplicación. Vigente desde mediados de 1996 hasta finales de 1998, la Agenda Venezuela tuvo como principal cara visible al entonces Ministro de Planificación Teodoro Petkoff, encargado de impulsar su puesta en marcha.

## Antecedentes
Rafael Caldera resultó triunfador en las elecciones presidenciales de 1993 como producto de la crisis de gobernabilidad generada por las dos intentonas golpistas de 1992 y de un oportuno discurso pronunciado en una sesión especial del Congreso Nacional con motivo del estado de excepción generado por dichos eventos. Caldera, en su campaña electoral, suscribió "una carta de intención con el pueblo venezolano", en un juego de palabras para así distanciarse de la carta de intención con el FMI que firmó Carlos Andrés Pérez en febrero de 1989, la cual dio paso a un programa de medidas de ajuste y a los sucesos desde entonces conocidos como el Caracazo.
La primera mitad de su gobierno se caracterizó notoriamente por la falta de coherencia en su programa económico, toda vez que trató de mantenerse apegado al cumplimiento de su populista promesa electoral, para lo cual implementó -entre otros aspectos- un control de precios a productos de primera necesidad, con la finalidad de contener la inflación. Dichas medidas, aunadas a una percepción generalizada de deterioro de la situación de gobernabilidad en el país, provocaron serios desajustes en el mercado bursátil, los cuales a la postre propiciaron una severa crisis en el sistema bancario venezolano en 1994.
Dicha crisis produjo el derrumbe y posterior intervención de una decena de instituciones bancarias privadas y culminó con una multimillonaria fuga de capital por concepto de auxilios financieros otorgados por el Estado a la banca, afectando a decenas de miles de ahorristas y un provocando un grave desequilibrio en la economía de Venezuela. La confianza y credibilidad de nacionales y extranjeros en las instituciones bancarias venezolanas fue afectada gravemente. Un estimado de más de setenta mil medianas y pequeñas empresas quebraron, fundamentalmente por la política de control de cambios impuesta por el gobierno como consecuencia de dicha crisis, con la subsecuente dificultad para obtener divisa extranjera y así adquirir insumos en el exterior.
A comienzos de 1996, las reservas internacionales se hallaban en un peligroso mínimo y la política cambiaria mostraba el agotamiento de su efectividad, sobre todo en lo que se refiere al modo de contrarrestar la emergencia precedente. Ante este panorama, el presidente Caldera toma la decisión de proponer la Agenda Venezuela alegando el objeto de racionalizar estratégicamente todas las estructuras económicas del país.

## Contenido y objetivos

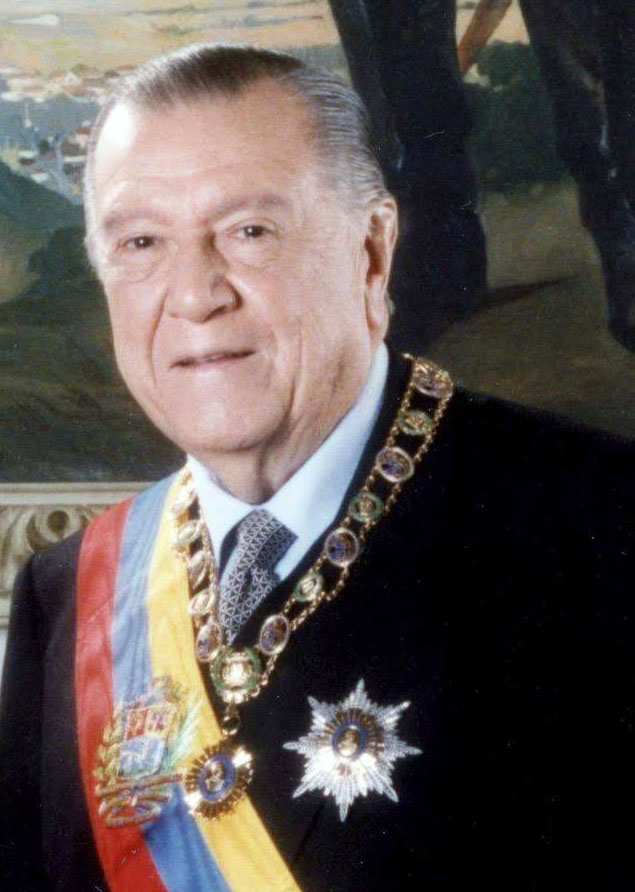
Rafael Caldera, presidente de Venezuela (1994-1999).

La Agenda Venezuela, más que un plan o un programa, consistió en una agenda -tal como lo sugiere su nombre-, pues su contenido era simplemente una relación de temas por tratar en una reunión como las que usualmente tienen lugar con el Fondo Monetario Internacional. Consistió básicamente en la aplicación de algunas medidas económicas recomendadas por el FMI, como requisito indispensable para que el gobierno de Caldera recibiera préstamos de dicha institución.
Cuando se iniciaron los ajustes en abril de 1996, el sector público se encontraba en una situación financiera más deteriorada que la del sector privado. Se efectuó una devaluación del tipo de cambio del orden de 160%, para estabilizar su valor en 470 bolívares por dólar. En ese mes la inflación mensual alcanzó el máximo de 12,6%, para descender hasta niveles mensuales que oscilaron entre 3% y el 4%, cerrando con un récord histórico de 103% anual en 1996. Hubo planes de privatizar el canal estatal Venezolana de Televisión, pero se descartó al ver que no sería rentable.
La Agenda Venezuela previó el incremento de los impuestos, suspensión de los controles de cambio, liberación de las tasas de interés y disciplina en el gasto público, entre otros aspectos. El paquete tenía como objetivo a corto plazo la implementación de ajustes macroeconómicos para intentar sanear la economía y reducir el déficit fiscal, en un escenario en el que el precio del petróleo (principal producto de exportación de la nación) se hallaba en mínimos históricos. Su principal premisa era liberalizar la economía, los precios y el empleo, además de privatizar empresas públicas deficitarias. Sus principales objetivos fueron:
- Control del déficit fiscal. (Se ejecutó una reforma tributaria para tal fin).
- Liberación del precio de los carburantes, permitiendo un aumento de hasta 800%. La gasolina sube de 6 bolívares/litro a 70 bolívares/litro.[3]
- Liberación de las tarifas de los servicios públicos.
- Reducción de la tasa de inflación y establecimiento del IVA, con excepción de alimentos, medicinas y libros.
- Aumento de las reservas internacionales (Privatización de empresas no prioritarias, tales como hoteles y centrales azucareros).
- Liberación del tipo de cambio, con la subsecuente devaluación del bolívar.
- Apertura petrolera (retorno a las asociaciones petroleras en el sector gasífero y traspaso de actividades conexas al sector privado).
- Disminución de la deuda externa.
- Reforma del régimen de prestaciones sociales, para establecer el pago anual de beneficios en lugar del pago al final de la relación laboral (Creación de los subsistemas de prestaciones en vivienda y turismo para los trabajadores).
- Mayor eficacia en la aplicación de los programas sociales (subsidios al transporte público y familiar y el programa alimentario).[2][4]

## Evaluación
En la primera fase del ajuste, la devaluación del tipo de cambio implicaba la posibilidad de una recuperación de las exportaciones no petroleras, resultando en un equilibrio del sector externo de la economía. Pero, dado que una parte importante de los ingresos fiscales son en dólares, que en Venezuela los recibe el Estado en su inmensa mayoría, la devaluación provocó una redistribución de los recursos entre el sector privado y el público, fortaleciendo al segundo, en detrimento del primero.
Las fallas estructurales para recortar el gasto público junto con las dificultades para controlar la liquidez, hicieron que el gobierno basase sus expectativas para atenuar la inflación, en la fortaleza de la moneda nacional, el bolívar. El Banco Central de Venezuela intervino activamente en el control de este aspecto (política de crawling peg o fluctuación entre bandas), manteniendo su valor estable. El costo de esta política fue la contracción del sector productivo no petrolero y no vinculado al petróleo. Venezuela sufrió un fuerte proceso de desindustrialización a finales de la década de 1990.
Los programas sociales compensatorios o paliativos de la pobreza fueron implementados como parte de la propia Agenda (el más mencionado fue el subsidio estudiantil) para evitar un estallido social, como sucedió con el programa de Pérez y el Caracazo. No obstante, lo errático y tardío en la aplicación de esta serie de medidas, junto con su repentina interrupción y falta de continuidad impidió observar los resultados esperados por Petkoff y su equipo económico. Ello perjudicó la percepción colectiva del desempeño del país, propiciando el triunfo electoral de Hugo Chávez -uno de sus más ardientes críticos- en 1998.